# Daïra de Hassi R'Mel
La daïra de Hassi R'Mel est une circonscription administrative algérienne située dans la wilaya de Laghouat. Son chef-lieu est situé sur la commune éponyme de Hassi R'Mel.

## Géographie

### Localisation
|           | Ksar El Hirane       |  |
| Aïn Mahdi | daïra de Hassi R'Mel |  |
|           |                      |  |

## Communes
La daïra regroupe les deux communes de Hassi R'Mel et Hassi Delaa.